# Hanns Bastanier
Hanns Bastanier (* 24. Dezember 1885 in Berlin; † 16. Januar 1966 in Freiburg im Breisgau) war ein deutscher Maler und Grafiker.

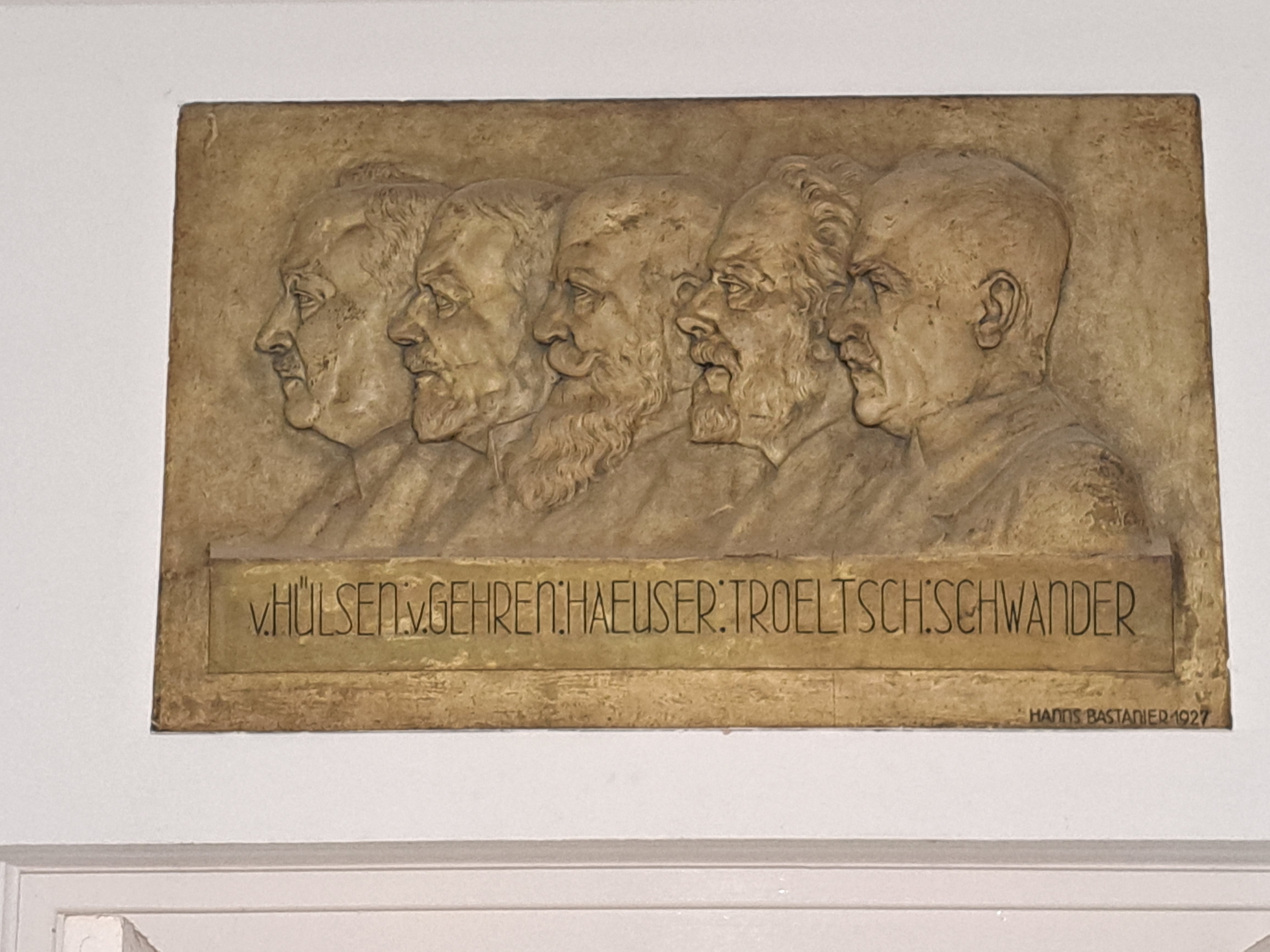
Porträtrelief im Kunstgebäude der Philipps-Universität Marburg mit Schöpferangabe „Hanns Bastanier 1927“

Hanns Bastanier war ein Sohn des Professors an der Berliner Kunstgewerbeschule Ernst Bastanier. Im Atelier des Vaters probierte er verschiedene Techniken. Von 1903 bis 1907 studierte er bei Janensch und Breuer Bildhauerei an der Hochschule für Bildende Künste in Berlin. Ab 1925 widmete er sich der Malerei (überwiegend Landschaften) und nach 1930 entstehen verschiedene Emailarbeiten und Wasserzeichen. Er fertigte auch eine Vielzahl von Exlibris. Am bedeutendsten war Bastanier in der Radiertechnik. Er war von 1937 bis 1941 jährlich auf der Große Deutschen Kunstausstellung in München mit Ölgemälden vertreten. Dabei erwarb Hitler 1939 „Das Berliner Schloss“ für 4000 RM und 1940 „Erinnerung an Tirol“ für 3000 RM.
Im Zweiten Weltkrieg verlor Hanns Bastanier seine Familie und seine Werke. 1951 siedelte er von Berlin nach Müllheim in Südbaden über.

## Seine Meisterschüler
- Theodor Wende